# Lejre
Lejre Dánia egyik városa, Roskilde mellett fekszik. 15 000 éves leleteket is találtak a település helyén. A jégkorszakból, a kőkorszakból, a vaskorszakból is vannak állatmaradványok. 
Lejre egyik turisztikai látványossága az 1663-as Ledreborg-kastély. Johan Ludwig Holstein gróf oldalszárnyakat építtetett a kastélyhoz. Az épület belsejében is történt átrendeződés.
Ledreborg-kastélynak híres a parkja is. 
Lejrei feltárt leletek helyétől északi irányban Gammel Lejre van, ahol Dánia egyik ősi viking hajósfalunak emlékei maradtak meg.